# Столиці країн Європи
На території Європи розташовані 48 незалежних держав та 8 залежних територій, що належать 4 державам. Крім того ще 2 країни (Вірменія та Кіпр) не мають європейської території, однак, їх також геополітично відносять до Європи.
Групування країн здійснено за алфавітом.
Жирним позначені федеративні держави
Курсивом позначені монархії

## Незалежні держави

### Західна Європа
| Прапор | Назва офіційна назва                        | Столиця    |
| ------ | ------------------------------------------- | ---------- |
|        | Австрія* Австрійська республіка             | Відень     |
|        | Бельгія* Королівство Бельгія                | Брюссель   |
|        | Ліхтенштейн Князівство Ліхтенштейн          | Вадуц      |
|        | Люксембург* Велике Герцогство Люксембург    | Люксембург |
|        | Монако Князівство Монако                    | Монако     |
|        | Нідерланди* Королівство Нідерланди          | Амстердам  |
|        | Німеччина* Федеративна Республіка Німеччина | Берлін     |
|        | Франція* Французька Республіка              | Париж      |
|        | Швейцарія Швейцарська конфедерація          | Берн       |

### Південна Європа
| Прапор | Назва офіційна назва                         | Столиця          |
| ------ | -------------------------------------------- | ---------------- |
|        | Албанія Республіка Албанія                   | Тирана           |
|        | Андорра Князівство Андорра                   | Андорра-ла-Велья |
|        | Боснія і Герцеговина                         | Сараєво          |
|        | Ватикан Держава Місто Ватикан                | Ватикан          |
|        | Греція* Грецька Республіка                   | Афіни            |
|        | Іспанія* Королівство Іспанія                 | Мадрид           |
|        | Італія* Італійська Республіка                | Рим              |
|        | Північна Македонія Республіка Македонія      | Скоп'є           |
|        | Мальта* Республіка Мальта                    | Валлетта         |
|        | Португалія* Республіка Португалія            | Лісабон          |
|        | Сан-Марино Найсвітліша республіка Сан-Марино | Сан-Марино       |
|        | Сербія Республіка Сербія                     | Белград          |
|        | Словенія* Республіка Словенія                | Любляна          |
|        | Хорватія* Республіка Хорватія                | Загреб           |
|        | Чорногорія                                   | Подгориця        |

### Північна Європа
| Прапор | Назва офіційна назва                                                          | Столиця    |
| ------ | ----------------------------------------------------------------------------- | ---------- |
|        | Велика Британія* Сполучене королівство Великої Британії та Північної Ірландії | Лондон     |
|        | Данія* Королівство Данія                                                      | Копенгаген |
|        | Естонія* Естонська Республіка                                                 | Таллінн    |
|        | Ірландія* Республіка Ірландія                                                 | Дублін     |
|        | Ісландія                                                                      | Рейк'явік  |
|        | Латвія* Латвійська Республіка                                                 | Рига       |
|        | Литва* Литовська Республіка                                                   | Вільнюс    |
|        | Норвегія Королівство Норвегія                                                 | Осло       |
|        | Фінляндія* Фінляндська Республіка                                             | Гельсінкі  |
|        | Швеція* Королівство Швеція                                                    | Стокгольм  |

### Східна Європа
| Прапор | Назва офіційна назва             | Столиця    |
| ------ | -------------------------------- | ---------- |
|        | Білорусь Республіка Білорусь     | Мінськ     |
|        | Болгарія* Республіка Болгарія    | Софія      |
|        | Молдова Республіка Молдова       | Кишинів    |
|        | Польща* Республіка Польща        | Варшава    |
|        | Румунія*                         | Бухарест   |
|        | Словаччина* Словацька Республіка | Братислава |
|        | Угорщина*                        | Будапешт   |
|        | Україна                          | Київ       |
|        | Чехія* Чеська Республіка         | Прага      |

### Країни, що частково лежать в Європі
| Прапор | Назва офіційна назва                   | Столиця |
| ------ | -------------------------------------- | ------- |
|        | Азербайджан Азербайджанська Республіка | Баку    |
|        | Грузія Республіка Грузія               | Тбілісі |
|        | Казахстан Республіка Казахстан         | Астана  |
|        | Туреччина Турецька Республіка          | Анкара  |